# Quatuor à cordes no 5 de Chostakovitch
Pour les articles homonymes, voir Quatuor à cordes no 5.
Le Quatuor à cordes no 5 en si bémol majeur (opus 92) est une œuvre de musique de chambre composée par Dmitri Chostakovitch en 1952.

## Historique
Le quatuor est composé entre le 7 septembre 1952 et le 1er novembre 1952, juste après les Vingt-quatre préludes et fugues, à un moment où Dmitri Chostakovitch était banni par le régime soviétique.
À l'instar du 3e et du 4e quatuor, Dmitri Chostakovitch pensait que les « cercles musicaux réagiraient mal » à cette œuvre, et a attendu la mort de Joseph Staline pour le publier et le faire jouer. Il est créé par le Quatuor Beethoven le 13 novembre 1953 à Moscou lors du trentième anniversaire de la formation.

## Structure
Le 5e quatuor, d'une exécution d'environ 30 minutes, est composé en trois mouvements de structure classique :
1. Allegro non troppo
2. Andante
3. Moderato

C'est le premier de Chostakovitch dont les mouvements s'enchainent les uns aux autres, créant une œuvre d'un seul tenant, ce qui sera le cas de quasiment tous ses quatuors ultérieurs.

### Allegro non troppo
Le premier mouvement début par un rythme proche de celui qui conclut le 4e quatuor. Les quatre premières notes jouées par l'alto, si do ré mi, sont une inversion du motif DSCH (ré mi do si). Ce motif apparaît dans les quatuors suivants jusqu'à devenir le pilier de son 8e quatuor. Une citation du trio pour clarinette no 4 de Galina Oustvolskaïa, une des étudiantes de Chostakovitch, est également présente.

### Andante
Ce mouvement central en si mineur contient de nombreuses citations d'œuvres, dont une partie ne sera publiée qu'après la détente du régime suivant la mort de Staline en 1953. Des citations du 2e et du dernier mouvement du 3e quatuor (no 76) et de son premier concerto pour violon (trois mesures après le no 75) sont utilisées.

### Moderato
Le dernier mouvement retourne au tempo et à la tonalité du premier (si majeur).

## Discographie sélective
- Quatuor Borodine, intégrales des quatuors à cordes de Chostakovitch, Melodiya/BMG, 1997
- ARTEMIS QUARTET ERATO, 2019.